# Васил Атанасов (химик)
Вижте пояснителната страница за други личности с името Васил Атанасов.
Васил Иванов Атанасов е български химик, стопански деец и общественик.

## Биография
Роден е на 18 август 1857 г. в Стара Загора. През 1881 г. завършва химия в Пражката политехника. След завръщането си в България учителства в Сливен, Пловдив, София и Варна. В периода 1881 – 1885 г. е директор на гимназията в Сливен, а от 1886 до 1889 г. – в Учебната занаятчийница в София. От 1894 до 1899 г. и от 1906 до 1910 г. е началник на отделение в Министерство на търговията и земеделието. Подпредседател е на Пловдивското изложение през 1892 г. Сред организаторите е на участието на България в Световното изложение в Анверс, Белгия през 1894 г., а през 1900 г. е помощник главен комисар на Световното изложение в Париж.
Васил Атанасов работи за развитие на местното производство на сярна киселина, суперфосфати и желязо. Автор е на първия учебник по химия след Освобождението – „Начална неорганическая химия по новата химическа теория за българските реални училища и гимназии“, който излиза през 1880 г., а през 1882 г. в Прага – второ издание.
Умира на 15 септември 1942 г.